# Frank Gorshin

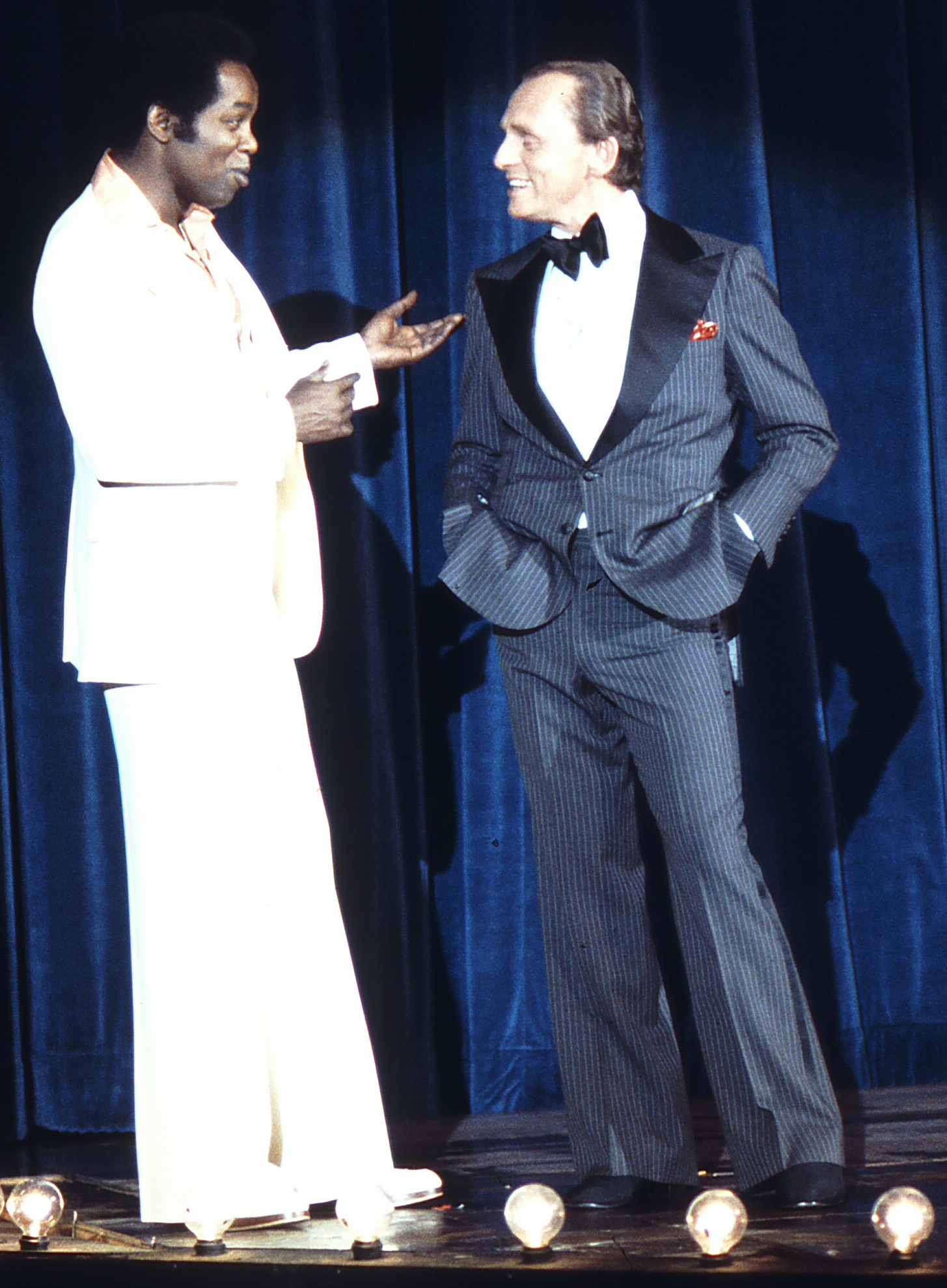
Frank Gorshin (rechts) mit Lou Rawls (1977)

Frank John Gorshin, Jr. (* 5. April 1933 in Pittsburgh, Pennsylvania; † 17. Mai 2005 in Burbank, Kalifornien) war ein  US-amerikanischer Schauspieler und Synchronsprecher.

## Leben
Der Sohn eines Eisenbahners arbeitete während der High-School-Zeit nebenbei als Pförtner im Sheridan Square Theatre und imitierte einige seiner Leinwandidole, wie Al Jolson, James Cagney, Cary Grant und Edward G. Robinson. Mit 17 gewann er in einem Talent-Wettbewerb ein einwöchiges Engagement im Jackie Heller's Carousel-Nachtclub. Es wurde seine erste bezahlte Arbeitsstelle als Entertainer und der Grundstein seiner Karriere. Er besuchte die Carnegie-Mellon Tech School of Drama und trat weiter in Nachtclubs in Pittsburgh auf.
1953 trat Gorshin mit 19 Jahren der Armee bei und war während des Koreakrieges zwei Jahre lang in einer Spezialeinheit als Entertainer tätig. Dabei traf er auf Maurice Bergman, der ihn an einen Agenten in Hollywood vermittelte. Schon bald bekam er eine erste Filmrolle in „Auch Helden können weinen“ (The Proud and Profane) (1956) und ein Jahr später in „Rächer der Enterbten“ (The True Story of Jesse James). In „Invasion of the Saucer Men“ (1957) machte er erstmals mit dem Science-Fiction-Sujet Bekanntschaft und spielte danach in einer Reihe von B-Filmen, bis er mit „Anruf genügt - komme ins Haus“ (Bells Are Ringing) (1960) neben Dean Martin endlich auch in einem A-Film mitspielen durfte.
Neben seiner Schauspielerei trat er auch in Nachtclubs in Hollywood auf und war als Gast in der „Steve Allen Show“ (1956) und über ein Dutzend Mal in der „The Ed Sullivan Show“.
Gorshin bekam seine bekannteste Rolle als „Riddler“ im Serien-Klassiker Batman (1966–68), den er auch im Kinofilm „Batman hält die Welt in Atem“ 1966 spielte. Für die Rolle des Riddlers wurde er als einziger Schauspieler der Serie 1966 für den Emmy nominiert.
Den Fans von Star Trek ist Frank Gorshin als Bele bekannt, aus der Episode „Bele jagt Lokai“ (im Original Let That Be Your Last Battlefield) von Raumschiff Enterprise. Die Episode befasste sich mit Rassismus, der sich in dem Fall darauf begründete, dass Bele (Frank Gorshin) rechts schwarz und links weiß war, während sein Gegner Lokai (Lou Antonio) rechts weiß und links schwarz war. Die beiden Protagonisten gehörten zwei Rassen auf einem Planeten an, deren jeweils letzte Vertreter sie waren, und am Ende der Folge brachten sie sich gegenseitig um. Die Vorgänge um Bele und Lokai zählen zu den stärksten Anprangerungen von Rassenhass im Star-Trek-Universum, zumindest in der originalen Star-Trek-Serie.
1970 hatte Gorshin sein Broadway-Debüt als Star des Stückes „Jimmy“, dem viele weitere Auftritte folgen sollten, so in den Musicals „Promises, Promises“ und „Guys and Dolls“, in Peter Pan oder „Prisoner of Second Street“. 1980 wurde Gorshin Ehrenvorsitzender der amerikanischen „Heart Association“. Insgesamt spielte Gorshin in über 70 Kinofilmen und hatte Gastauftritte in mehr als 40 Fernsehserien. Seine letzte Filmarbeit war „Angels with Angles“, der auch der letzte Film von Rodney Dangerfield war.
Auf einem Rückflug nach Los Angeles, nachdem er zum letzten Mal in Memphis, Tennessee das Theaterstück Say Goodnight, Gracie spielte, klagte Gorshin über Atembeschwerden, die sich so stark verschlimmerten, dass er nach der Landung von der Ambulanz ins Krankenhaus gebracht wurde. Dort verstarb er am 17. Mai 2005 an Lungenkrebs, einer Lungenentzündung und einem Lungenemphysem. Er hinterließ seine Frau Christina Randazzo, mit der er seit 1957 verheiratet war, und das gemeinsame Kind.

## Filmografie (Auswahl)

### Filme
- 1956: Hot Rod Girl
- 1956: Auch Helden können weinen (The Proud and Profane)
- 1957: Invasion of the Saucer Men
- 1959: Warlock
- 1960: Anruf genügt – komme ins Haus (Bells are Ringing)
- 1960: Dazu gehören zwei (Where the Boys Are)
- 1961: Feuersturm (Ring of Fire)
- 1961: Ein charmanter Hochstapler (The Great Impostor)
- 1965: Alles für die Katz (That Darn Cat!)
- 1966: Batman hält die Welt in Atem (Batman)
- 1966: Tag der Abrechnung (Ride Beyond Vengeance)
- 1968: Skidoo
- 1975: Luftpiraten (Sky Heist)
- 1979: Die Todesfalle auf dem Highway (Death Car on the Freeway)
- 1981: Den Tüchtigen gehört die Welt
- 1981: Die Maulwürfe von Beverly Hills (Underground Aces)
- 1981: Goliath – Sensation nach 40 Jahren (Goliath Awaits)
- 1986: Coup mit alten Meistern (A Masterpiece of Murder)
- 1986: Hollywood Cop (Hollywood Vice Squad)
- 1989: Flotte Jungs auf Zombiejagd (Beverly Hills Bodysnatchers)
- 1993: Meteor Man (The Meteor Man)
- 1994: Julius Caesar Superstar (Hail Caesar)
- 1994: The Big Story
- 1995: 12 Monkeys (Twelve Monkeys)
- 1997: Bloodmoon – Stunde des Killers (Bloodmoon)
- 2000: Beethoven: Urlaub mit Hindernissen (Beethoven’s 3rd)
- 2003: Mail Order Bride

### Fernsehserien
- 1959: Kein Fall für FBI (The Detectives, eine Episode)
- 1961: Preston & Preston (The Defenders, eine Episode)
- 1966: The Munsters (eine Episode)
- 1966–1967: Batman (10 Episoden)
- 1969: Raumschiff Enterprise (Star Trek, eine Episode)
- 1974: Polizeiarzt Simon Lark (Police Surgeon, eine Episode)
- 1975: Die knallharten Fünf (S.W.A.T., zwei Episoden)
- 1977: Drei Engel für Charlie (Charlie’s Angels, eine Episode)
- 1979: Buck Rogers (Buck Rogers in the 25th Century, zwei Episoden)
- 1988: Mord ist ihr Hobby (Murder, She Wrote, eine Episode)
- 2005: The Batman (Zeichentrickserie, drei Episoden)